# تعدين سطحي

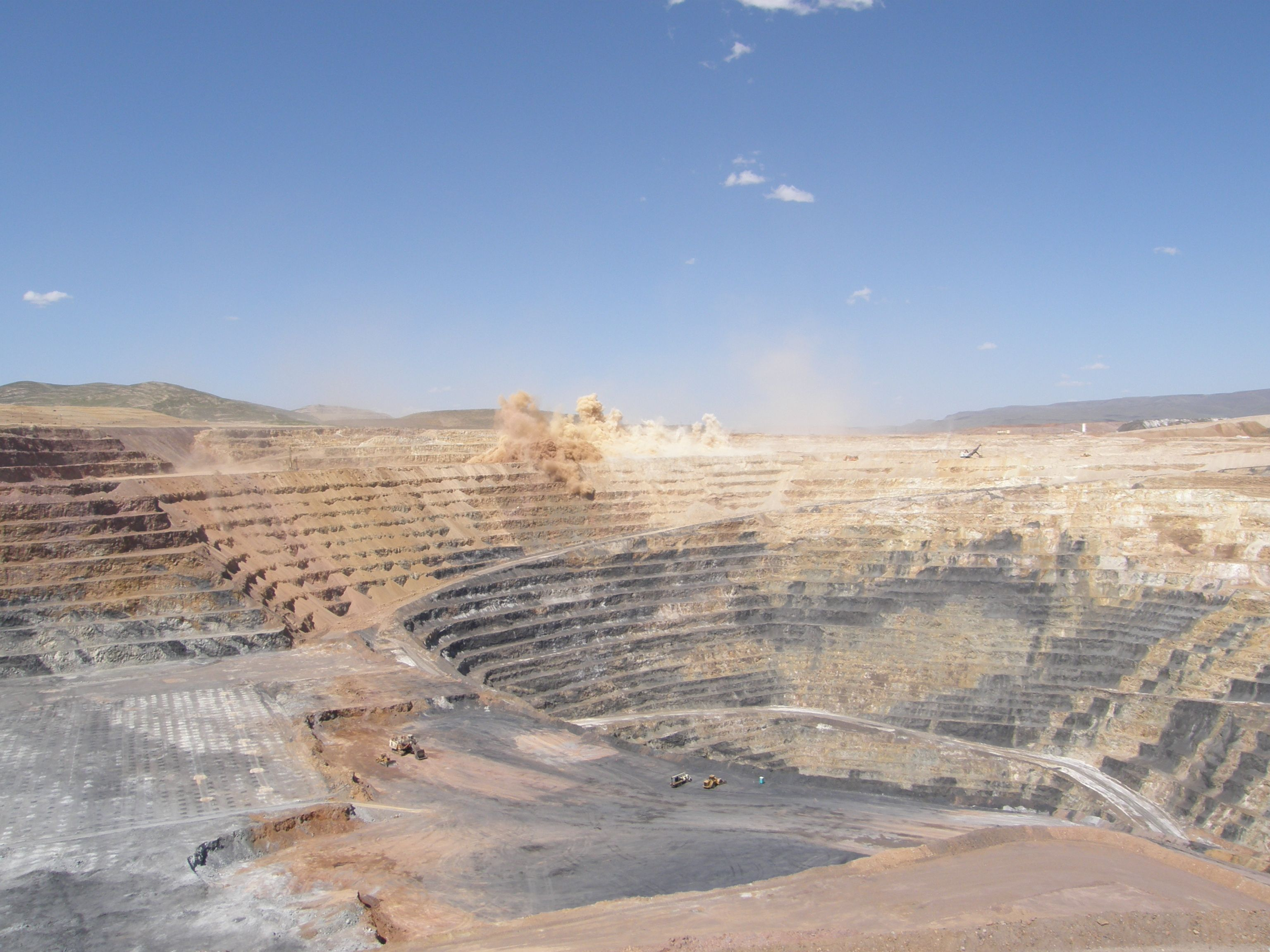
صخرة في منجم كبير مفتوح. لاحظ حجم حفارات المقياس (المقدمة، اليسار) ، وأن الجزء السفلي من المنجم غير مرئي.

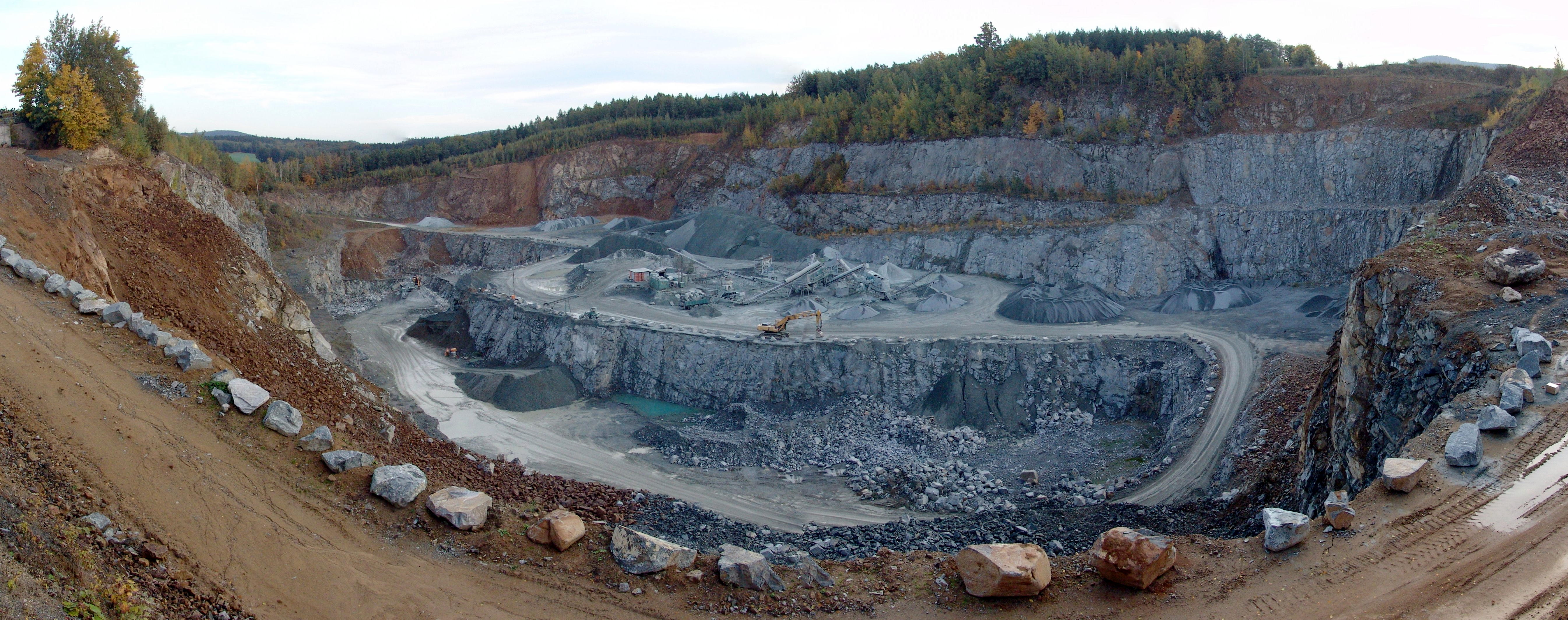
مقلع حجارة وصخور في كلنست بألمانيا.

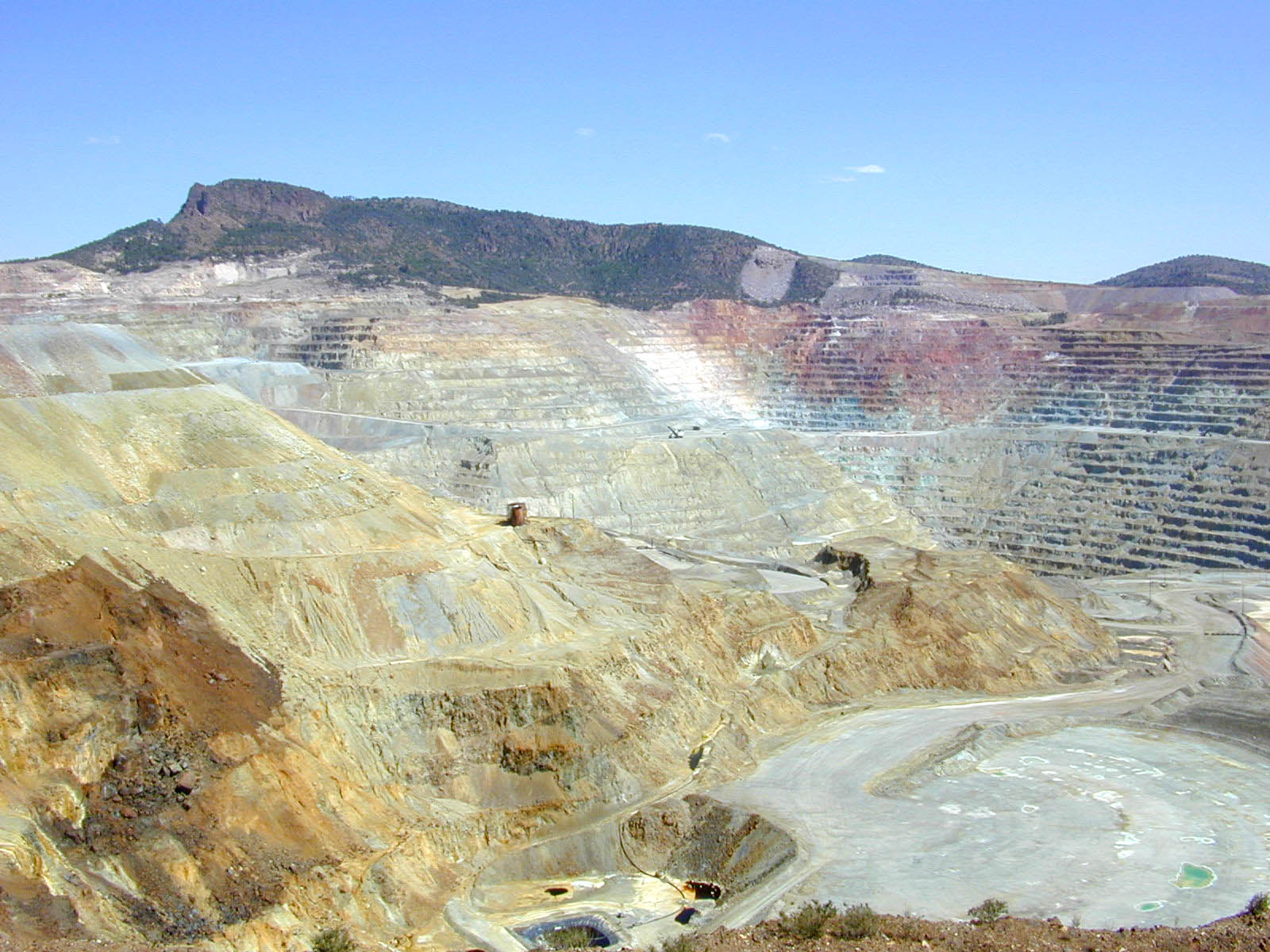
منج نحاس مفتوح.

التعدين السطحي يتم اختيار طرق التعدين سطحي أو باطني بحسب المعطيات التي تم الحصول عليها من خلال عمليات الاستكشافات التفصيلية، وايضا اثناء تقدم عمليات التعدين، وتضاف إليها عوامل جغرافية واقتصادية واجتماعية وسياسية وقانونية، ويحدد عامل الربح بعد حساب التكاليف، ومنها اليد العاملة والآلات والمعدات وقطع الغيار والصيانة وحجم الحفر والمنشآت واستهلاك الطاقة والنقل، مع مراعاة تخفيض التكلفة ما أمكن بتوسيع دور الآلة وقدرتها في مختلف مراحل العمل المنجمي.

## اقرأ أيضاً
- غطاء فوقي
- باسكوا لاما

## روابط خارجية
- The biggest, deepest and deadliest mines in the world
- Basics of an open pit mine
- Large Surface Miners
- Deepest open pit mines